# Hacking rouge
Le hacking rouge est une pratique à grande échelle de hacking chinois anti-occidental.
Cette forme de hacking nationaliste est arrivée à la fin des années 1990, au travers d'associations comme la Red Hacker's Alliance ou la China Eagle Union. Le nombre de hackers est estimé à plusieurs centaines de milliers et hacking est exercé à partir des plus grandes universités chinoises.
Pour les besoins de la Commission militaire centrale, il existe aussi une équipe nommée « task force » sous l’égide de la Commission de la défense nationale pour la science, la technologie et l’industrie.
Ministères français et canadiens, sites gouvernementaux sud-coréens, grandes banques américaines ou encore multinationales du pétrole peuvent éventuellement en être victimes.
Les informations piratées peuvent être revendues directement à des entreprises chinoises ou au gouvernement chinois.